# 1887 dans le catholicisme
Chronologie du catholicisme
- 1883
- 1884
- 1885
- 1886
- 1887
- 1888
- 1889
- 1890
- 1891

Cet article présente les faits marquants de l'année 1887 dans le catholicisme.

## Évènements
- 14 mars : Création de 5 cardinaux par Léon XIII
- 23 mai : Création de 2 cardinaux par Léon XIII
- 4 novembre : Départ du pèlerinage à Rome de Louis Martin avec ses filles Céline et Thérèse.
- 20 novembre : Sainte Thérèse supplie le pape Léon XIII de lui permettre d'entrer au Carmel.

## Naissances
- 3 janvier : 
  - Nicolás Fasolino, cardinal argentin, archevêque de Santa Fe de la Vera Cruz († 13 août 1969)
  - Maria Joseph Weber, prêtre spiritain allemand († 5 janvier 1949)
- 3 février : Bienheureux Max Josef Metzger, prêtre allemand, militant pacifiste et opposant au nazisme exécuté († 17 avril 1944)
- 6 février : Joseph Frings, cardinal allemand, archevêque de Cologne († 17 décembre 1978)
- 20 février : Matthias Spanlang, prêtre autrichien, résistant au nazisme mort en déportation († 5 juin 1940)
- 24 février : Gabriel Piguet, prélat français, évêque de Clermont, Juste parmi les nations († 3 juillet 1952)
- 16 avril : Paul Richaud, cardinal français, archevêque de Bordeaux († 5 février 1968)
- 23 avril : Georges-Marie de Jonghe d'Ardoye, prélat belge, diplomate du Saint-Siège et évêque titulaire d'Amathus-en-Chypre (de) puis de Misthia (de) († 27 août 1961)
- 6 mai : Michael Browne, cardinal dominicain et théologien irlandais († 31 mars 1971)
- 25 mai : Saint Padre Pio, prêtre capucin stigmatisé et mystique italien († 23 septembre 1968)
- 4 juin : Bienheureux José Trinidad Rangel, prêtre et martyr mexicain († 25 avril 1927)
- 28 juin : 
  - Paul Biéchy, prélat et missionnaire français, vicaire apostolique de Brazzaville et évêque titulaire de Thélepte (de) († 8 juillet 1960)
  - Émile Osty, prêtre sulpicien et traducteur français († 14 juillet 1981)
- 9 juillet : Johannes Ries, prêtre allemand, résistant au nazisme mort à Dachau († 3 janvier 1945)
- 28 juillet : Maurice Paul Marie La Mache, prêtre français, fondateur de l'École La Mache († 12 décembre 1976)
- 29 juillet : Joris Eeckhout, prêtre, poète et écrivain belge († 28 février 1951)
- 15 août : Alphonse Kirmann, prélat et missionnaire français en Côte d'Ivoire († 25 mars 1955)
- 17 août : 
  - Bienheureux Charles Ier, empereur d'Autriche († 1er avril 1922)
  - Samuel Alphonsus Stritch, cardinal américain, archevêque de Chicago († 26 mai 1958)
- 9 septembre : Frédéric Lamy, prélat français, archevêque de Sens († 3 mai 1976)
- 27 septembre : Jean-Baptiste-Maximilien Chabalier, prélat et missionnaire français, vicaire apostolique de Phnom Penh et évêque titulaire de Pharan (de) († 11 juin 1955)
- 4 octobre : Charles Francis Buddy, prélat américain, premier évêque de San Diego († 6 mars 1966)
- 14 octobre : Carlo Grano, cardinal italien, diplomate du Saint-Siège et archevêque titulaire de Thessalonique (de) († 2 avril 1976)
- 20 octobre : Georges Six, prélat et missionnaire belge, vicaire apostolique de Léopoldville et évêque titulaire de Baliana (de) († 22 novembre 1952)
- 13 novembre : Arcadio Larraona, cardinal espagnol de la Curie († 7 mai 1973)
- 27 novembre : Stanislas Baudry, prélat et missionnaire français, évêque de Ningyuan († 6 août 1954)
- 7 décembre : Auguste Cesbron, prélat français, évêque d'Annecy († 13 juillet 1962)
- 8 décembre : Ferdinand Vandry, prélat canadien, recteur de l'Université Laval († 13 janvier 1967)
- 31 décembre : Bienheureux Manuel Sanz Domínguez, prêtre et martyr espagnol († 6 novembre 1936)

## Décès
- 13 janvier : Innocenzo Ferrieri, cardinal italien de la Curie (° 14 septembre 1810)
- 14 janvier : Bienheureux Pierre Donders, prêtre rédemptoriste néerlandais, apôtre des lépreux et des esclaves, missionnaire au Suriname (° 27 octobre 1809)
- 18 janvier : Joseph Coldefy, prélat français, évêque de La Réunion (° 10 décembre 1826)
- 23 janvier : Louis-Marie Caverot, cardinal français, archevêque de Lyon (° 26 mars 1806)
- 14 février : Giacomo Cattani, cardinal italien, archevêque de Ravenne (° 23 janvier 1823)
- 15 février : Isidore Robot, prêtre français, missionnaire aux États-Unis, préfet apostolique du territoire indien (° 18 juillet 1837)
- 25 février : Augustin-Magloire Blanchet, prélat canadien aux États-Unis, évêque de Nesqually (° 22 août 1797)
- 28 février : Ludovico Jacobini, cardinal italien de la Curie, cardinal-secrétaire d’État (° 6 janvier 1832)
- 31 mars : René Louvel, prêtre et auteur français, vicaire général du diocèse d’Évreux (° 18 juin 1802)
- 20 avril : Bienheureuse Claire Bosatta, religieuse italienne (° 27 mai 1858)
- 6 mai : Bienheureuse Marie-Catherine Troiani, religieuse et fondatrice italienne (° 19 janvier 1813)
- 1er juin : Anselme Nouvel de La Flèche, prélat français, évêque de Quimper et Léon (° 26 décembre 1814)
- 1er septembre : Jean-Marie Guillou, prêtre français, compositeur, écrivain et poète de langue bretonne (° 2 décembre 1830)
- 21 septembre : Victor Maréchal, prélat français, évêque de Laval (° 7 octobre 1838)
- 23 septembre : François-Xavier Leray, prélat et missionnaire français, archevêque de La Nouvelle-Orléans, précédemment évêque titulaire  d'Ionopolis (de) (° 20 avril 1825)
- 2 octobre : 
  - Domenico Bartolini, cardinal italien de la Curie (° 16 mai 1813)
  - Gédéon-Ubalde Huberdeau, prêtre et missionnaire canadien (° 1er juillet 1823)
- 2 novembre : 
  - Jean Bapst, prêtre jésuite américain d'origine suisse, victime de persécution (° 17 décembre 1815)
  - Antonio Pellegrini, cardinal italien de la Curie (° 11 août 1812)
- 8 novembre : Joseph Desflèches, prélat et missionnaire français, vicaire apostolique du Sétchouan Oriental et évêque titulaire de Sinite (de) (° 13 février 1814)
- 18 novembre : Joseph La Rocque, prélat canadien, évêque de Saint-Hyacinthe (° 28 août 1808)
- 8 décembre : Boniface Wimmer, moine bénédictin allemand, fondateur de la première abbaye bénédictine des États-Unis (° 14 janvier 1809)
- 17 décembre : James Joseph Carbery, prélat et missionnaire irlandais, évêque de Hamilton (° 1er mai 1823)
- 21 décembre : Albert Droulers, prélat français, évêque d'Amiens (° 22 décembre 1837)